# Vodní nádrž Ejpovice
Vodní nádrž Ejpovice se nachází na řece Klabavě asi deset kilometrů východně od Plzně v katastru obce Ejpovice, podle níž je také pojmenována. Původně se jednalo o železnorudný důl, který v roce 1967 ukončil svoji činnost a postupně byl zatopen. Plocha nádrže je 44 hektarů. Hloubka dosahuje 43 metrů. Dnešní užití je rekreační. Na okraji Ejpovické nádrže se nachází přírodní památka Ejpovické útesy.

## Důl Ejpovice
Železnorudné ložisko Ejpovice bylo geologicky prozkoumáno v letech 1950–1957. Průzkumem bylo zjištěno 90 497 000 tun bilančních zásob rudy s průměrným obsahem železa 26,56 %. Těžba v povrchovém lomu byla zahájena v roce 1954. Vytěžená ruda se zpracovávala hrudkováním, přičemž bylo v letech 1956–1966 vyrobeno 2 827 000 tun hrudek s obsahem železa 82–83 %. Při zpracování vznikala struska využívaná jako příměs do stavebních betonů.
Těžba ložiska byla ukončena 30. září 1967. Důvodem byly vysoké náklady na výrobu jedné tuny železa, které překračovaly 920 Kčs. Celkem zde bylo vytěženo 5 263 162 tun rudy, což představovalo jen 4,2 % využitelných zásob. Po ukončení těžby byl lom do roku 1975 zatopen.